# Anton Reisenegger
Georg Anton Reisenegger von Oepen (Santiago de Chile, Chile; 21 de enero de 1969) es un músico, guitarrista y vocalista de las bandas chilenas de thrash/death metal, Pentagram Chile y Criminal. Además, fue el primer conductor del programa de metal extremo Disco Duro de la Radio Futuro.

## Carrera
A los 16 años se involucró en la gestación de un nuevo movimiento musical dentro de Chile, el heavy metal. Comenzó a tocar con amigos para formar una de las principales bandas del underground mundial: Pentagram Chile.

### Pentagram (1985–1988)
Pentagram fue el primer grupo en que tocó, siendo la voz, guitarra y frontman. El grupo se presentó por primera vez el 28 de diciembre de 1985 con la alineación de: Anton (Voz / Guitarra), Juan Pablo Uribe (Guitarra), y Eduardo Topelberg (Batería).
Para 1987 la banda grabó un demo en el cual Anton debió improvisar el bajo. Debido a la poca difusión mediática del género en la época, los mismos seguidores se encargaban de difundir los discos de los distintos grupos, esto mediante el simple intercambio de casetes entre ellos. De esta manera «Demo I» se hizo bastante popular dentro de la escena underground del metal extremo. 
En septiembre del mismo, lanzan el segundo demo, denominado Demo II, obteniendo una buena acogida. Gracias a la difusión interna la banda pudo grabar un sencillo en Suiza, apoyados por el sello Chainsaw Murder Records.
La desmotivación del grupo proveniente del poco interés de los sellos nacionales e internacionales por su música, derivó a que su calidad e ingenio decreciera. El grupo había pasado del auge a la decepción. Todo esto, más la inmadurez de los integrantes conllevó a la separación de la agrupación.
Pentagram se despidió de su público en 1988 en el Manuel Plaza ante una multitud de 2000 personas.
El 27 de mayo de 2001 con el Teatro Caupolicán repleto se pudo presenciar la vuelta de Pentagram a los escenarios.

### Fallout (1989)
Fallout fue un proyecto bastante efímero que duró un año en la agrupación y luego se retiró. Su música era más influenciado por el thrash y el power metal. Se desprendieron dos demos que no recibieron mucho apoyo.
A pesar del poco éxito de Fallout, este proyecto resultó ser para Reisenegger la antesala de lo que sería su producto más ambicioso y reconocido de su carrera musical: Criminal.

### Lock Up
El 23 de julio de 2009 fue presentado como el nuevo guitarrista del proyecto de deathgrind de Shane Embury junto con Nick Barker y Tomas Lindberg, «Lock Up».

## Trayectoria conCriminal
Sin lugar a dudas este ha sido el producto potencial en el cual se canalizan todas las ideas afloradas de su recorrido musical. Criminal nace en 1991 bajo el mando de Anton y Rodrigo Contreras, a quienes se les unieron posteriormente J.J. Vallejo y Francisco "Cato" Cueto.
La banda tiene ya una larga senda de experiencia caminada, en la que se observan momentos de auge y decepción, pero que la han ayudado en su madurez y en la evolución de su música.
En el año 2000, agobiado por los mismos fantasmas que provocaron la ruptura de Pentagram, Anton decide ir en busca de nuevos horizontes en el Viejo Continente, por lo que se radica en Inglaterra. Allí conoce al vocalista de Extreme Noise Terror quien le ofrece tocar en la banda debido a la ausencia de guitarrista para la gira. Es así como conoce a Zac O´neil, el baterista de dicho grupo, y este le señala la voluntad de partir a otros rumbos musicales debido a la disconformidad de su hasta entonces agrupación, manifestándole su disposición ante una eventual agrupación de Reisenegger. Este último no dudó en mostrarle material de Criminal con lo que convenció aún más al baterista.
Zac O'neil ya tenía en mente un proyecto junto a Rob Eaglestone (Cradle of Filth) y Mark Rogue de Entwined, por lo que el chileno se les unió. El estilo tenía tendencias industriales y de thrash, mezcla que motivó lo suficiente a Reisenegger para volver con Criminal. Llamó a Rodrigo Contreras y comenzaron a rodar lo que sería su primer proyecto internacional y con nueva alineación: No Gods No Masters.
Desde entonces, Criminal tiene su centro de operaciones en Inglaterra. Ha tenido una muy buena acogida por parte del público, siendo partícipe de variados y multitudinarios conciertos. Las giras por el Viejo Continente y repentinas visitas a Chile han sido la tónica de estos últimos años, adquiriendo cada vez más adeptos y estableciendo jerarquía en su país.

## Discografía

### ConPentagram Chile
- Rehearsal Tape (1986)
- Demo I (1987)
- Fatal Prediction/Demoniac Possession (1987)
- Demo II (1987)
- White Hell (1991)
- Pentagram: Reborn (2001)
- Pentagram (2004)
- Under The Spell Of The Pentagram (2008)
- Imperial Anthem (2013)
- The Malefice (2013)
- Past Present and Future (2019)
- Eternal Life of Madness (2024)

### Con Fallout
- Demo I (1989)
- Demo II (1989)

### ConCriminal
- Demo (1992)
- Forked Demo (1992)
- Victimized (1994)
- Live Disorder (1996)
- Dead Soul (1997)
- Slave Masters (1998)
- Cancer (2000)
- No Gods No Masters (2004)
- Sicario (2005)
- White Hell (2009)
- Akelarre (2011)
- Fear Itself (2016)
- Sacrificio (2021)

### ConLock Up
- Demonization (2017)